# Aníbal Varela
Aníbal Varela   (Heredia, 31 de desembre de 1912 - Heredia, 23 de juny de 1983) és un exfutbolista costa-riqueny de la dècada de 1940.
Pel que fa a clubs, destacà a Club Sport Herediano durant 19 temporades. Fou campió nacional els anys 1932, 1933, 1935, 1937, 1947 i 1951. Fou 17 cops internacional amb la selecció de Costa Rica.
També fou entrenador a clubs com La Libertad de El Salvador, Club Sport Herediano, Club Sport Uruguay de Coronado, Club Sport Cartaginés, Orión FC, Asociación Deportiva Carmelita, Desamparados i Deportivo La Flor.